# Odontomyia discolor
Odontomyia discolor är en tvåvingeart som beskrevs av Friedrich Hermann Loew 1846. Odontomyia discolor ingår i släktet Odontomyia och familjen vapenflugor. Inga underarter finns listade i Catalogue of Life.